# Дорошенко, Кирилл Александрович
Кири́лл Алекса́ндрович Дороше́нко (укр. Кирило Олександрович Дорошенко; 17 ноября 1989, Новомосковск, Днепропетровская область, СССР) — украинский футболист, полузащитник

## Биография
Воспитанник донецкого «Шахтёра». Играл в дубле «горняков», а также в аренде в командах «Сталь» (Алчевск) и «Звезда» (Кировоград).
В 2010 году перешёл в донецкий «Олимпик». С этим клубом стал победителем сначала Второй, а затем и Первой лиги Украины. 26 июля 2014 года в игре с одесским «Черноморцем» дебютировал в Премьер-лиге.
В июне 2015 года стал игроком луганской «Зари», подписав двухлетний контракт.